# Verdoornia succulenta
Verdoornia succulenta är en bladmossart som beskrevs av Rudolf Mathias Schuster. Verdoornia succulenta ingår i släktet Verdoornia och familjen Aneuraceae. Inga underarter finns listade i Catalogue of Life.